# 516
سنة 516 م (بالأرقام الرومانية: DXVI) كانت سنة كبيسة تبدأ يوم الجمعة (الرابط يظهر نموذج الجدول الزمني الكامل للسنة) من التقويم اليولياني. بدأت تسمية السنة ب516 منذ العصور الوسطى المبكرة، عندما أصبح تقويم أنو دوميني هو الأسلوب السائد في أوروبا لتسمية السنوات.

## مواليد
- سيف بن ذي يزن

## وفيات
- يوأنس الثاني (بابا الإسكندرية)